# Ташлинська сільська рада (Тюльганський район)
Ташли́нська сільська рада (рос. Ташлинский сельский совет) — сільське поселення у складі Тюльганського району Оренбурзької області Росії.
Адміністративний центр та єдиний населений пункт — село Ташла.

## Населення
Населення — 922 особи (2019; 1102 в 2010, 1237 у 2002).